# گالیو
گالیو (به ایتالیایی: Gallio) یک کومونه در ایتالیا است که در استان ویچنزا واقع شده‌است. گالیو ۴۷ کیلومتر مربع مساحت و ۲٬۳۳۱ نفر جمعیت دارد و ۱٬۰۹۳ متر بالاتر از سطح دریا واقع شده‌است.